# Stanislav Karasi
Stanislav Karasi (cyr. Станислав Караси; ur. 8 listopada 1946 w Belgradzie) – piłkarz jugosłowiański i trener. Występował na Mistrzostwach Świata w 1974 roku.